# شراكة مورفس
كانت شراكة مورفس عبارة عن بحث منسق لتحديد أشكال المجرات في التجمعات البعيدة والتحقيق في تطور المجرات. فُحص إحدى عشر مجموعة وأُجريت دراسة مفصلة للأرض والفضاء.
بدأت شراكت موفس في عام 1997 بناءً على الملاحظات السابقة لمجموعتين باستخدام بيانات من صور مستمدة من مرصد هابل الفضائي. كان ذلك بالتعاون بين آلان دريسلر وأوغسطس أوملر في معهد كارنيجي بواشنطن، واريك كوتش بجامعة نيو ساوث ويلز، وريتشارد إليس في معهد كاليفورنيا للتقنية، و هارفي رايموند بوتشر في أسترون، وغيرهم.
سعت الشراكة للحصول على إجابات للاختلافات في أصول أنواع المجرات المختلفة - إهليلجية الشكل ومحدبة وحلزونية. وجدت الدراسات أن المجرات الإهليلجية كانت الأقدم وتتشكل من الاندماج العنيف للمجرات الأخرى بعد حوالي 2 إلى 3 مليارات سنة من الانفجار الكبير. توقف تشكيل النجوم في المجرات الإهليلجية في ذلك الوقت. من ناحية أخرى، لا تزال النجوم الجديدة تتشكل في الأذرع الحلزونية للمجرات الحلزونية، وتعتبر المجرات المحدبة وسيطة بين النوعين السابقين. إنها تحتوي على هياكل مماثلة للأذرع الحلزونية، ولكن خالية من الغاز والنجوم الجديدة للمجرات الحلزونية. المجرات المحدبة هي الشكل السائد في مجموعات المجرات الغنية، مما يوحي بأن المجرة الحلزونية قد تتحول إلى مجرات محدبة مع تقدم الوقت. قد ترتبط العملية الدقيقة بالكثافة المجرية العالية، أو بالكتلة الكلية في قلب المجموعة الغنية المركزية. وجدت شراكة مورفس أن إحدى الآليات الرئيسية لهذا التحول تنطوي على التفاعل بين المجرات الحلزونية ، حيث إنها تقع في قلب الكتلة.